# Еллі Денієл
Еллі Денієл (англ. Ellie Daniel, 11 червня 1950) — американська плавчиня.
Олімпійська чемпіонка 1968 року, призерка 1972 року.
Переможниця Панамериканських ігор 1967 року.
Призерка літньої Універсіади 1970 року.